# 天山囊果紫堇
天山囊果紫堇（学名：Corydalis fedtschenkoana）为罂粟科紫堇属下的一个种。

## 扩展阅读
- 維基物種上的相關：天山囊果紫堇